# بكسا
قرية بكسا قرية سورية تقع في محافظة اللاذقية في سوريا،  تتميز بتاريخها العريق وبإرث حضاري يعود لأكثر من 70000 سنة, واشتهرت بزراعة التوت البرية وتربية دود القز' تعدادها السكاني حوالي 5000 نسمة 

## التاريخ والاسم
الحضارة الفينيقية هي التي كانت سائدة في بكسا ويعتقد أن اسمها أتى من الفينيقية ومعناه بيت الكساء، وفيها أثار قديمة وتم الكشف عن آثار وأدوات استعملها الإنسان القديم الذي استوطن المنطقة في العصور الغابرة تعود المكتشفات إلى 700000 سنة حسب تقديرات علماء الآثار.

## الاقتصاد
اشتهرت بكسا' منذ زمن بزراعة التوت وتربية دود القز وبصناعة وغزل الحرير الطبيعي وبالإضافة إلى التوت تشتهر بكسا بزراعة الزيتون وزيت الزيتون فيها يتمتع بجودة عالية، وازدهرت زراعة الحمضيات إضافة للاعمال التجارية.

## الأعلام
- أسعد فضة - ممثل

## معالمها
من المعالم الهامة السد السطحي بين قرى بكسا والقنجرة وجناتا.
جامعة تشرين وفّرت لأهل القرية فرصة ثمينة لمتابعة تحصيلهم الدراسي والتعليم العالي وهم يستثمروها بشكل متميز مما جعل اعتمادهم على الزراعة يتراجع بشكل ملحوظ في السنوات الأخيرة.
ويتم حاليا إنشاء جمعية خيرية في القرية لمساعدة الفقراء والمحتاجين تحت اسم (جمعية بكسا الخيرية)
من مشاهير القرية الفنان القدير أسعد فضة والاستاذ الكبير أشرف غانم.